# Neostenus
Neostenus is een kevergeslacht uit de familie van de boktorren (Cerambycidae). De wetenschappelijke naam van het geslacht werd voor het eerst geldig gepubliceerd in 1857 door Pascoe.

## Soorten
Neostenus omvat de volgende soorten:
- Neostenus morio (Pascoe, 1865)
- Neostenus saundersii Pascoe, 1857
- Neostenus spinipennis Blackburn, 1895